# Le Jeu d’Adam
Le Jeu d’Adam (latinul: Ordo representacionis Adae) egy tizenkettedik századi liturgikus dráma, amely anglonormand dialektusban született a középkori Franciaország területén. A kórus szövegei és a színpadi utasítások latinul vannak, de a beszélt szöveg anyanyelvű, így a dráma a legrégebben létező darab, melyet már a régi francia dialektusban írtak. Tartalmilag egy drámai bemutatása Ádám és Éva megkísértésének és kiűzetésének, Káin és Ábel történetének, illetve olyan prófétáknak, mint például Ézsaiás vagy Dániel. A misztériumjátékok hagyományainak egyike, mely a kórusdalok és a szentmise drámai elemeiből tevődik össze. 
A darab nyitánya a díszlet egy részét írja le: 
Legyen a Paradicsom egy kimagasló helyre építve [constituatus paradisus loco eminentori]; legyen függöny és baldachin helyezve olyan magasra, hogy akik a Paradicsomban lesznek csak vállmagasságtól felfele legyenek láthatóak; legyenek finom illatú virágok és indák ültetve; legyen számtalan különböző fa, melyekről gyümölcsök csüngenek lefele, hogy a hely tűnjön annyira elbűvölőnek amennyire csak lehet [ut amoenissimus locus videatur].
A darabot a templom épületén kívülre tervezték, lehetőleg úgy, hogy a Paradicsom a nyugati ajtó lépcsőinek tetején helyezkedjen el, ekképpen a templom ajtajai helyettesítenék a Mennyek kapuit.
Ennek a darabnak a szerzője nem ismert, bár a latinismeretéből feltételezhető, hogy vallásos pozícióban helyezkedett el.

## Modern változatok
A 2009-es angol fordítást, melyet Carol Symes készített a The Broadview Anthology of British Literature-ben, a Metropolitan Museum of Art Cloisters Museumában adták elő, New Yorkban 2016 decemberében. A Kyle A. Thomas által rendezett előadás eljutott a University of Illinois, Urbana-Champaign kampuszára is, ahol lefilmezték és publikussá tették.

## Fordítás
- Ez a szócikk részben vagy egészben  a   Le Jeu d'Adam című angol Wikipédia-szócikk ezen változatának fordításán alapul.  Az eredeti cikk szerkesztőit annak laptörténete sorolja fel. Ez a jelzés csupán a megfogalmazás eredetét és a szerzői jogokat jelzi, nem szolgál a cikkben szereplő információk forrásmegjelöléseként.